# سیارک ۲۳۷۷۴
سیارک ۲۳۷۷۴ (به انگلیسی: 23774 Herbelliott، نامگذاری:1998MZ41) بیست و سه هزار و هفتصد و هفتاد و چهارمین سیارک کشف شده‌است که در ۲۶ ژوئن ۱۹۹۸ کشف شد.
قدر مطلق سیارک برابر ۱۳.۵ است.